# Отвъд теб
Отвъд теб (на испански: Más allá de ti) е мексикански уеб сериал, създаден по оригиналната история от Педро Армандо Родригес и Клаудия Веласко, режисиран от Бенхамин Кан и Франсиско Франко и продуциран от Роси Окампо за ТелевисаУнивисион през 2023 г.
В главните роли са Ариадне Диас, Себастиан Рули, Лиса Оуен и Доминика Палета.

## Сюжет
Ейми е латиноамериканска полицайка, която, докато отчаяно се бори за попечителството над сина си, открива, че може да общува с мъртвите и използва тази своя способност, за да убеди Давид, влиятелен политик, да възобнови случая с бащата на сина ѝ, който е затворен по погрешка, в замяна на контакт покойната съпруга на Давид. Ейми и Давид се влюбват, което отприщва неочаквани свръхестествени сили, които застрашават живота на всички.

## Актьори
- Ариадне Диас – Ейми Родригес
- Себастиан Рули – Давид Салгадо
- Лиса Оуен – Бет Харис
- Доминика Палета – Каролина Салгадо
- Патрисия Рейес Спиндола – Сенайда
- Салвадор Санчес – Крисанто
- Артуро Риос – Исаак Стивънсън
- Густаво Санчес Пара – Ефрен Инохоса
- Ана Силвети – Съдия Палмър
- Начо Тахан – Джеймс Харис
- Мария Перони – Саманта Лукас

## Премиера
Премиерата на Отвъд теб е на 26 май 2023 г. по стрийминг платформата Vix.

## Продукция
На 16 февруари 2022 г. сериалът е обявен като едно от стартовите заглавия за платформата Vix на ТелевисаУнивисион, като записите започват на 17 октомври 2022 г. в град Мексико и Долна Калифорния.